# McDonald's All-American Game
O McDonald's All-American Game (em pt-br: Jogo das Estelas da NCAA) é uma partida de caráter amistoso, da qual reúne os melhores jogadores de basquete universitário do ano dos Estados Unidos, tanto nas categorias masculina quanto feminina. No final de cada temporada da NCAA, é realizada uma partida de exibição e, como parte do evento, está incluído um concurso de enterradas e um campeonato de três pontos. Ser parte das equipes do McDonald's All-American é um bom método para os jovens jogadores se conhecerem e para que as universidades se interessem por eles. As equipes (Leste e Oeste) são patrocinadas pelo McDonald's. A partida na categoria masculina começou em 1977, enquanto na feminina em 2002. Muitos jogadores  famosos como Michael Jordan, Magic Johnson, Kobe Bryant, Shaquille O'Neal, Chris Webber, Carmelo Anthony, LeBron James, Kevin Garnett, Isiah Thomas, Vince Carter, Jason Kidd, Grant Hill, Chris Bosh, DeMar DeRozan e Amare Stoudemire já disputaram está partida.